# Alfonso Piñón
Alfonso Piñón Teijido (Ferrol, ¿? - ¿?) fue un comerciante, cineasta y periodista español.  

## Trayectoria
Se traslada a La Coruña en 1914. Colaboró en El Correo Gallego, Vida Gallega y El Pueblo Gallego, donde firmaba con el pseudónimo Bernardino de Lamas. Formó parte de la Sociedad de Amigos del Campo de La Coruña, donde programaban diversas excursiones. Amigo de Jaime Quintanilla Martínez y Felipe Bello Piñeiro, entre 1924 y 1932 filmó documentales de Galicia, rodando cien películas de entre un minuto y minuto y medio de duración. Fundó el grupo alpinista Abrente. Fue promotor, junto con Manuel de Pedre, del Monumento ao camiñante descoñecido de Barallobre inaugurado el 1 de julio de 1934.

## Vida personal
Se casó en Vigo con Rosa Vázquez López en 1942.